# Antonio Jesús Soto
Antonio Jesús Soto Guirao (Alcantarilla, 24 december 1994) is een Spaanse wielrenner die vanaf 2021 voor Euskaltel-Euskadi uitkomt. Dit is opmerkelijk omdat, anders dan de meeste renners van de ploeg, Soto niet afkomstig is uit het Baskenland maar uit Murcia. In 2021 won Soto de Ronde van Murcia.

## Overwinningen
2021
Ronde van Murcia

## Resultaten in voornaamste wedstrijden
| Jaar | Ronde van Italië | Ronde van Frankrijk | Ronde van Spanje |
| ---- | ---------------- | ------------------- | ---------------- |
| 2021 |                  |                     | 81e              |
| 2022 |                  |                     |                  |
| 2023 |                  |                     |                  |
| 2024 |                  |                     | 114e             |

## Ploegen
- 2019 –  Fundación Euskadi
- 2020 –  Fundación-Orbea
- 2021 –  Euskaltel-Euskadi
- 2022 –  Euskaltel-Euskadi
- 2023 –  Euskaltel-Euskadi
- 2024 –  Equipo Kern Pharma
- 2025 –  Equipo Kern Pharma

Angulo · Aristi · Azparren · Azurmendi · Ballarin · Bizkarra · Bou · Canal · Cuadrado · Etxeberria · Goikoetxea · Iribar · Irizar · Isasa · Iturria · Juaristi · Lobato · Martín · Maté ·  Soto · Lasa (stagiair) · Mintegui (stagiair)
E. Azparren · X. Azparren · Azurmendi · Ballarin · Berasategi · Bizkarra · Bou · Canal · Cuadrado · Etxeberria · Goikoetxea · Iribar · Isasa · Iturria · Juaristi · Lobato · López de Abetxuko · Martín · Maté ·  Soto
Agirre · H. Aznar · U. Aznar · Berrade · Brustenga · Castrillo · Cobo · Elosegui · Fernández · Galván · García Pierna · Gutiérrez · Iribar · Jaime · López · Marquez · Miquel · Parra · Retegi · Ruiz · Sánchez · Soto · Uriarte · van der Tuuk · Azanza (stagiair) · Carrascosa (stagiair) · Etxeberria (stagiair)